# Paul Adcock
Paul Malcolm Adcock (* 2. Mai 1972 in Ilminster) ist ein ehemaliger englischer Fußballspieler.

## Karriere
Adcock durchlief den Jugendbereich von Plymouth Argyle und gab im September 1990 in der zweitklassigen Football League Second Division sein Pflichtspieldebüt unter David Kemp. Der kleingewachsene Stürmer blieb – nach 15 Einsätzen in seiner Debütsaison – in der Spielzeit 1991/92 ohne Einsatz. Unter Kemps Nachfolger, dem früheren Weltklassetorwart Peter Shilton, erzielte er zwar seine ersten beiden Tore im Profibereich, kam über die Rolle als Ergänzungsspieler aber nicht hinaus und erhielt am Ende der Saison 1992/93 keinen neuen Vertrag mehr.
Zur Saison 1993/94 schloss er sich dem Fünftligisten Bath City an, für den er insbesondere in seiner ersten Spielzeit äußerst erfolgreich agierte. Bereits bei seinem ersten Ligaspiel gegen Macclesfield Town erzielte er einen Hattrick, im Saisonverlauf erzielte er insgesamt 23 Tore (davon 17 in der Liga) und war damit bester Torschütze von Bath City. Auch im FA Cup jener Saison sorgte man für Aufsehen. Nach einem Sieg über den klassenhöheren Teilnehmer Hereford United zwang man durch ein torloses Unentschieden den Zweitligisten Stoke City in der dritten Runde in ein Wiederholungsspiel, das vor über 6.000 Zuschauern im heimischen Twerton Park mit 1:4 verloren ging. In drei Jahren bestritt er insgesamt 124 Pflichtspiele und erzielte dabei 40 Tore (davon 96 Spiele/31 Tore in der Conference National) und gewann zwei Mal mit dem Klub den Somerset Premier Cup.
Obwohl er seine Form bei Bath City aus der ersten Saison nicht fortführen konnte, erhielt er in der Vorbereitung zur Saison 1996/97 die Gelegenheit, sich beim Viertligisten Torquay United zu beweisen, den dortigen Manager Kevin Hodges kannte er von seiner Zeit bei Plymouth. Adcock erhielt zwar einen Kurzzeitvertrag, kam aber lediglich zu Saisonbeginn zu zwei Kurzeinsätzen als Einwechselspieler, die Konkurrenz im Sturm um Rodney Jack und Paul Baker erwies sich für Adcock als zu stark, der zudem von Verletzungen behindert wurde. Er erhielt daher bereits im Oktober keinen weiteren Vertrag. Garry Nelson, zu dieser Zeit Spieler-Kotrainer des Klubs, notierte dazu in seinem tagebuchähnlichen Werk Left Foot in the Grave?, das Torquays Saison 1996/97 dokumentierte:

„Hardworking, honest, a dedicated footballer, Adders is a smashing lad. And unlucky. It's a series of niggly injuries and, when he did play, a few costly missed 'not by much' chances that condemn him to pick up his boots and walk.“

Nach einem kurzen Intermezzo zurück bei Bath City, verließ er mit seinem Wechsel im November 1996 zu Gloucester City in die Southern League den überregionalen Fußball. Dort kam er bis zum Sommer 1998 in 50 Pflichtspielen (9 Tore) zum Einsatz, bevor er bei
Baldock Town, Saltash United, dem FC Tavistock und Bodmin Town seine Karriere auf lokaler Ebene ausklingen ließ.